# Tokyo International Anime Fair
El Tokyo International Anime Fair también conocido como Tokyo International Animation Fair (東京国際アニメフェア?  TAF) fue una de las mayores ferias comerciales de anime en el mundo, que se celebraba anualmente en Tokio, Japón. El primer evento se realizó en el año 2002 como "Tokyo International Anime Fair 21". El evento se celebró en Tokio Big Sight, un centro de convenciones y exposiciones en la bahía de Tokio, a finales de marzo. Por lo general, los primeros uno o dos días de la feria fueron los días de semana y la entrada estaba abierta sólo a los miembros de la industria y la prensa; los últimos dos días fueron programados en el fin de semana y la feria estaba abierta al público.
Además de ser una feria internacional, la TAF incluye eventos relacionados, tales como simposios de negocios y otros eventos. Cabe destacar los Tokyo Anime Awards que son dados por las creaciones y para creadores nacionales y extranjeros en el evento. El evento fue apoyado por la Oficina de Asuntos Industriales y Laborales de Tokio. Aunque el evento no tenía una larga historia, sus premios fueron reconocidos en la industria. En 2014, se fusionó con el Anime Contents Expo para formar AnimeJapan.

## Historia del evento
Esta tabla muestra el número de visitantes y participantes:
| Fecha                          | Asistencia                                               | Expositores                                              | Ubicación                                                |
| ------------------------------ | -------------------------------------------------------- | -------------------------------------------------------- | -------------------------------------------------------- |
| 15-17 de febrero de 2002       | 50.163                                                   | 104                                                      | Tokyo Big Sight, Tokio                                   |
| 19-22 de marzo de 2003         | 64.698                                                   | 138                                                      | Tokyo Big Sight, Tokio                                   |
| 25-28 de marzo de 2004         | 72.773                                                   | 166                                                      | Tokyo Big Sight, Tokio                                   |
| 31 de marzo-3 de abril de 2005 | 83.966                                                   | 197                                                      | Tokyo Big Sight, Tokio                                   |
| 23-26 de marzo de 2006         | 98.984                                                   | 256                                                      | Tokyo Big Sight, Tokio                                   |
| 22-25 de marzo de 2007         | 107.713                                                  | 270                                                      | Tokyo Big Sight, Tokio                                   |
| 27-30 de marzo de 2008         | 126.662                                                  | 289                                                      | Tokyo Big Sight, Tokio                                   |
| 18-21 de marzo de 2009         | 129.819                                                  | 255                                                      | Tokyo Big Sight, Tokio                                   |
| 25-28 de marzo de 2010         | 132.492                                                  | 244                                                      | Tokyo Big Sight, Tokio                                   |
| 2011                           | Cancelada debido al terremoto y tsunami de Japón de 2011 | Cancelada debido al terremoto y tsunami de Japón de 2011 | Cancelada debido al terremoto y tsunami de Japón de 2011 |
| 22-25 de marzo de 2012         | 98.923                                                   | 216                                                      | Tokyo Big Sight, Tokio                                   |
| 21-24 de marzo de 2013         | 105.855                                                  | 223                                                      | Tokyo Big Sight, Tokio                                   |

### Evento de 2011
En diciembre de 2010 un grupo de diez grandes editores de manga conocidos como Comic 10 Society (コミック10社会 Comikku 10 Shakai?) anunciaron planes para boicotear el evento de 2011. El boicot fue en protesta por las revisiones a la Ordenanza del Desarrollo Juvenil de Tokio que incrementó la regulación de las ventas de manga y anime a los niños menores de 18 años. Esto fue visto como un desaire deliberado de Shintaro Ishihara, quien estaba estrechamente asociado tanto con TAF y los cambios a la ley. El primer ministro japonés, Naoto Kan, había expresado su preocupación por el impacto del boicot e instó a las partes involucradas a trabajar para resolver la situación.
Debido al devastador terremoto y tsunami que azotó la costa noreste de Japón el 11 de marzo de 2011, se anunció cinco días más tarde, que el evento de 2011 sería cancelado. Además, Tokyo Big Sight, donde se celebró el evento anual, sufrió daños no especificados durante el terremoto en el área de Tokio.

## Tema oficial del evento
| Año  | Título           | Músico    |
| ---- | ---------------- | --------- |
| 2010 | Happy Place      | Eri-Yuka  |
| 2012 | TAF na Sora-e!!! | Nioh      |
| 2013 | Kimi ni Todoke   | Ars Magna |

## Informes de la convención
- "Tokyo International Anime Fair", por Jon Tarbox, Anime News Network, 3 de abril de 2003
- "Tokyo International Anime Fair 2006", por Kat Avila, Sequential Tart, abril de 2006
- "The Award for Best Satanic Rabbit Goes to …,", por Virginia Heffernan, New York Times, 2 de abril de 2006
- "Tokyo International Anime Fair 2010 at Tokyo Big Sight" Archivado el 12 de junio de 2010 en Wayback Machine., por Kanako, MusicJAPANplus, Tokio, 6 de abril de 2010